# 駱駝駱駝不要哭
《駱駝駱駝不要哭》（英語：The Story of the Weeping Camel）是一部2003年德國紀錄電影，由Byambasuren Davaa和Luigi Falorni執導及撰寫劇本。主要講述了蒙古沙漠一個游牧民族家庭飼養的母駱駝拒絕為其小駱駝提供奶水後發生的故事。
本片在上映後獲得了奥斯卡獎最佳紀錄長片的提名，以及德國巴伐利亞影展最佳紀錄電影和舊金山國際影展影評人費比西獎等眾多榮譽。2023年3月，本片在爛蕃茄發表「270部由21世紀女性執導的電影佳作」（2000年-2009年年代）清單榜上有名。

## 評價
《駱駝駱駝不要哭》普遍得到好評，在爛番茄網站上的「新鮮度」為94％。

## 外部連結
- 官方网站
- 互联网电影数据库（IMDb）上《駱駝駱駝不要哭》的资料（英文）
- AllMovie上《駱駝駱駝不要哭》的资料（英文）
- Box Office Mojo上《駱駝駱駝不要哭》的資料（英文）
- 爛番茄上《駱駝駱駝不要哭》的資料（英文）
- Metacritic上《駱駝駱駝不要哭》的資料（英文）
- 開眼電影網上《駱駝駱駝不要哭》的資料（繁體中文）
- Yahoo奇摩電影上《駱駝駱駝不要哭》的資料（繁體中文）
- 时光网上《駱駝駱駝不要哭》的資料（简体中文）